# Mikiola
Mikiola is een muggengeslacht uit de familie van de galmuggen (Cecidomyiidae).

## Soorten
- M. cristata Kieffer, 1898
- M. fagi

Beukengalmug (Hartig, 1839)
- M. orientalis Kieffer, 1908